# François Malézieux
Pour les articles homonymes, voir Malézieux.
François Malézieux, né le 3 janvier 1821 à Gricourt (Aisne) et mort le 3 novembre 1903 dans la même ville, est un homme politique français.

## Biographie
Avocat à Saint-Quentin, il se passionne aussi pour l'agronomie, collaborant à des revues comme « les Annales de l'agriculture française ». En 1863, il devient bâtonnier mais renonce ensuite à sa profession pour se consacrer à l'agronomie.
La même année, il est élu député de l'Aisne, contre le candidat officiel, et siège dans la minorité libérale. L'année suivante c'est lui qui mit en premier en avant le vote sous enveloppe lors des élections législatives, évolution qui n'arriva qu'en 1913 pour les élections de 1914. Il signe en 1869 l'interpellation des 116. Maire de Saint-Quentin après le 4 septembre 1870 et conseiller général du canton de Vermand, il est élu député en 1871 et siège au centre gauche et dans la Gauche républicaine. Réélu en 1876, il est en mai 1877 l'un des députés signataires du manifeste des 363. Il est encore réélu en octobre 1877 puis en 1881, il est alors président de la commission des tarifs douaniers et un parlementaire influent et actif. En 1884, il devient président du conseil général de l'Aisne.
En 1885, il est élu sénateur de l'Aisne, siégeant toujours à gauche, et conserve son siège jusqu'à son décès. Son activité au Sénat ralentit à partir de 1889 et est nommé président de la 4e commission des pétitions et, en 1901, président de la 5e commission d'initiative parlementaire.

## Sources
- « François Malézieux », dans Adolphe Robert et Gaston Cougny, Dictionnaire des parlementaires français, Edgar Bourloton, 1889-1891 [détail de l’édition]
- « François Malézieux », dans le Dictionnaire des parlementaires français (1889-1940), sous la direction de Jean Jolly, PUF, 1960 [détail de l’édition]